# Кадымов, Вели Нурбала оглы
Вели Нурбала оглы Кадымов (азерб. Vəli Nurbala oğlu Qədimov; 12 января 1940, Балаханы — 15 апреля 2009, Балаханы) — азербайджанский музыкант, кларнетист. Народный артист Азербайджана (2000).

## Биография
Родился 12 января 1940 года в посёлке городского типа Балаханы, в Чемберекендской махалле. Окончил школу № 69 города Баку.

### Музыкальная деятельность
Впервые Кадымов попробовал себя в роли кларнетиста ещё в юношестве, в 14 лет. Через два года, в 1956 году, по приглашению Сураи Каджар, стал работать в ансамбле Государственной филармонии имени Муслима Магомаева.
С 1970 года по 1980 год работает в ансамбле тариста Баба Салахова при Азербайджанском гостелерадио. В 1981 году Кадымов стал солистом в ансамбле Народной артистки СССР Зейнаб Ханларовой, по словам кларнетиста, он же и собрал данный ансамбль.
Вели Кадымов автор нескольких мелодий для кларнета, впоследствии ставших народными. Многие музыкальные композиции в исполнении кларнетиста были встречены бурными аплодисментами.

### Болезнь и смерть
В августе 2008 года у Кадымова был диагностирован инсульт. К сентябрю состояние музыканта ухудшилось, Кадымова парализовало.
15 апреля 2009 года после тяжёлой и длительной болезни ушёл из жизни. Похоронен в родном посёлке.

## Награды
- Заслуженный артист Азербайджанской ССР (1987)
- Народный артист Азербайджана (2000)
- Почётная стипендия Президента Азербайджанской Республики (2003)